# Variante de Pajares
La variante de Pajares es el principal tramo de la línea ferroviaria de alta velocidad León-Asturias en España,  que atraviesa transversalmente el complicado relieve de la cordillera Cantábrica. Se inicia en La Robla (León) y finaliza en la estación de Pola de Lena (Asturias), y cuenta con una longitud total de 49,7 kilómetros. De entre sus 11 viaductos y 13 túneles destaca el túnel de Pajares, uno de los más largos del mundo con 24,6 km de longitud.
La línea de alta velocidad León-Asturias pertenece al futuro Corredor Atlántico, por lo que en principio se diseñó con las características de interoperabilidad europeas, es decir, con doble vía de ancho internacional (1435 mm), electrificación a 25 kV AC y sistema de control ERTMS. Sin embargo, la dificultad de completar otros tramos de la LAV en territorio asturiano y la necesidad de darle salida al tráfico de mercancías en ancho ibérico llevó a la construcción de la vía oriental en ancho ibérico todo el trayecto y la occidental en ancho mixto (internacional e ibérico), aunque solo desde La Robla a Campomanes, al final del túnel de Pajares. En Campomanes se instaló un punto de cambio de ancho para los trenes con dicha tecnología y también un apartadero ferroviario (PAET).
Se denomina así debido a que gracias a esta infraestructura se pudo sustituir el difícil paso de la rampa de Pajares (1884), que históricamente ha complicado la comunicación entre Asturias y León. La distancia entre La Robla y Pola de Lena se acortó en 34 kilómetros con respecto al recorrido previo. Adicionalmente, los trenes pueden circular una gran parte del trayecto a 275 km/hora, velocidad considerablemente superior a la de la Rampa. También supuso una mejora importante en cuanto a seguridad, fiabilidad y capacidad.
Comenzada a construir en febrero de 2004,se inauguró el 29 de noviembre de 2023.

## Historia
Presentada en 2001 por el ministro de Fomento, Francisco Álvarez-Cascos; el presidente de RENFE, Miguel Corsini Freese; y el presidente del Gestor de Infraestructuras Ferroviarias, Juan Carlos Barrón Benavente, se licitó la obra y se adjudicó por el segundo gobierno de Aznar en 2003 como principal tramo de la LAV León-Gijón. Se presupuestó en 1.085,5 millones de euros y un plazo de ejecución de cinco años. El 10 de febrero de 2004 Francisco Álvarez-Cascos y Rodrigo Rato presidieron el inicio de las obras con el acto de colocación de la primera dovela del túnel entre Pola de Gordón (León) y Los Pontones (Asturias).En 2005 comienza la perforación del túnel de Pajares.Tras una gran lista de retrasos debidos a continuos cambios de criterio sobre el ancho de vía y problemas técnicos, el grueso de las obras terminó en 2021. 
En septiembre de ese mismo año un convoy institucional atravesó por primera vez la Variante.
El 29 de noviembre de 2023 tuvo lugar la inauguración de la variante de Pajares con un servicio Alvia realizado por un tren de la Serie 130 de Renfe en el que viajaron el rey Felipe VI y el presidente del Gobierno, Pedro Sánchez.
Entre 2003 y 2023 los distintos gobiernos habían anunciado hasta 17 fechas de inauguración distintas.
La rampa de Pajares, de ancho ibérico, podría mantenerse para trenes de mercancías tras la apertura de la variante, pero los gastos de mantenimiento son muy altos y probablemente sea clausurada.

## Tramos

### León-La Robla
El tramo León-La Robla de la LAV León-Asturias no es parte de la variante. La línea de alta velocidad Valladolid-Palencia-León llega hasta León y la variante arranca en La Robla, luego hay que empalmar ambos ramales modificando este tramo de 20,2 km de longitud. Aunque en un principio se proyectó en ancho internacional, posteriormente se decidió poner en ambas direcciones triple carril, para soportar circulaciones de los dos anchos y cambiar la electrificación a 25 kVca. También se han de eliminar los pasos a nivel.

### La Robla - túnel de Pajares
Este tramo de 9,1 km comprende la construcción de 6 túneles, 3 viaductos y un Puesto de Adelantamiento y Estacionamiento de Trenes (PAET) en La Robla situado a 958 m s. n. m., que servirá de centro de control para la seguridad del túnel de Pajares.

### Túnel de Pajares
La obra de este tramo se compone de 4 lotes: el Lote 1 excavó dos galerías desde La Pola de Gordón (León) a 995,1 m s. n. m., el Lote 2 una galería desde el acceso intermedio de Folledo (León) hacia Asturias y los Lotes 3 y 4 una galería cada uno desde Asturias. Los Lotes 3 y 4 incluyen además a la salida del túnel (a 581,1 m s. n. m.) un viaducto sobre el río Huerna que une con el siguiente tramo.
Sin embargo, el túnel oeste ha sufrido filtraciones de agua que han provocado un retraso, además de importantes daños ecológicos a acuíferos cercanos

### Túnel de Pajares - Sotiello
Este tramo de 6,1 km cuenta con un túnel doble y un viaducto que une con el siguiente tramo.

### Sotiello - Campomanes
Este tramo de 4,3 km se compone de 2 túneles para vía única y 3 viaductos.
Por otro lado, a la altura de Campomanes, 393 m s. n. m., se ha proyectado la construcción de un Puesto de Adelantamiento y Estacionamiento de Trenes (PAET), que además servirá como centro de control para la seguridad de los túneles de Pajares, y allí estará situado el cambiador de ancho.

### Campomanes - Pola de Lena
Tramo de 4,9 km que cuenta con 2 túneles y 2 viaductos. Este tramo, ya con las dos vías en ancho ibérico, finaliza en la estación de Pola de Lena (324 m s. n. m.), donde la Variante vuelve a empalmar con la línea convencional Venta de Baños- Gijón.